# Paul Dirac
Paul Adrien Maurice Dirac (/dɪˈræk/) (n. 8 august 1902, Bristol, Regatul Unit al Marii Britanii și Irlandei – d. 20 octombrie 1984, Tallahassee, Florida, SUA) a fost un fizician britanic și unul din fondatorii domeniilor mecanicii cuantice si a teoriei cuantice a câmpurilor.
A fost profesor lucasian de matematică⁠(en)[traduceți] la Universitatea Cambridge, și și-a petrecut ultimii zece ani din viață la Universitatea de Stat din Florida. Printre alte descoperiri, a formulat așa-numita „Ecuație Dirac”, care descrie dinamica fermionilor de spin 1/2 în conformitate cu principiile relativității restrânse și care a condus la anticiparea existenței antimateriei. Dirac a primit Premiul Nobel pentru Fizică în 1933, împreună cu Erwin Schrödinger, pentru descoperirea de noi forme productive ale teoriei atomice.

## Activitate științifică
Dirac este unul din întemeietorii mecanicii cuantice și electrodinamicii cuantice (teoria cuantelor).
În 1928 a elaborat și apoi a dezvoltat teoria relativistă a dinamicii electronilor.
A lansat concepția conform căreia în Univers există un număr uriaș de electroni cu energie negativă, inaccesibili observației.
Conform teoriilor sale, vidul ar consta dintr-un număr mare de electroni de energie negativă.
A introdus funcția {\displaystyle \delta } care îi poartă numele pentru distribuții punctuale și care are un rol important în teoria relativității.
A furnizat câteva teorii privind descompunerea simultană a mai multor operatori liniari ai unui spațiu nuclear.
A studiat sistemele de ecuații cu derivate parțiale de ordinul I, cu coeficienți de o anumită formă, folosite în fizica matematică.
În 1925 a pus bazele statisticii cuantice moderne a fermionilor.
În 1928 a prezis existența pozitronului, înainte de primele experimente ale lui Carl David Anderson.

## Scrieri
Cea mai importantă lucrare a sa este The Principles of Quantum Mechanics, apărută la Oxford în 1930 în primă ediție, în care sunt expuse pentru prima dată într-o manieră unitară principiile mecanicii cuantice.
Printre savanții români care au analizat operele sale se află Nicolae Teodorescu și Grigore Moisil.